# Come stanno bene insieme
Come stanno bene insieme è uno sceneggiato televisivo italiano del 1989 diretto da Vittorio Sindoni.

## Trama
Una coppia di coniugi Luisa e Ugo sono in crisi e sono anche sull'orlo della separazione, Ugo cerca di salvare in tutti i modi il suo matrimonio.

## Produzione
Come stanno bene insieme è una fiction composta da 3 puntate. Prodotta da Rai 2 e ICEC srl, venne trasmessa in prima visione assoluta nel marzo del 1989 su Rai 2. La regia è di Vittorio Sindoni. Gli attori protagonisti sono Stefania Sandrelli e Sergio Castellitto.
Basata su un soggetto originale di Vittorio Sindoni, la miniserie ebbe una sceneggiatura scritta dagli autori Nicola Badalucco, Raul Giordano, Flavia Borelli, Augusto Caminito, M. Carmela Cicinnati, Peter Exacoustos, Vittorio Sindoni, Daniela Bortignoni, Edi Liccioli.